# 松村清秀
松村 清秀（まつむら きよひで、1967年7月27日 - ）は映画監督、写真家、プロデューサー、シルバーアクセサリーデザイナー。静岡県出身。

## 略歴
株式会社エバーグリーンプロジェクト前代表取締役。映画監督・写真家・CGデザイナー。
俳優・タレント・グラビアアイドルからお笑い芸人まで、多くの雑誌・写真集撮影を手がける。
カメラマンとしての仕事の傍ら、趣味でデザイン・制作し、タレント達にプレゼントしていたシルバーアクセサリーが評判となり、アクセサリーブランド「Wild　Strawberry」設立。
自身がデザインした定番モデルのほか、小栗旬・森下千里・松田悟志ら多数の俳優・タレントのコラボモデルも展開し人気を博す。
プロデューサーとしても活躍しており、CSのTV番組制作、アイドルDVDやイケメン若手俳優イメージDVDやPV、各種イベントもプロデュース。
また、全国で写真展も精力的に行い、有名タレント等をモデルに起用し、モデル私物・私服の展示やコラボモデルのアクセサリーの限定発売を行ったりする。
2005年には初監督作品となる『一生の？お願い』では、監督・脚本・プロデュースを手がける。
以後、ドラマ『Wild Strawberry』（2008年4月 - 8月・CS テレ朝チャンネルにて放送）、映画『第2写真部』『窓ノ外ノ世界』『ゲーム☆アクション』の監督として、さまざまな作品で独自の世界を展開している。
また、2011年　縁-ENISHI-、『死ガ二人ヲワカツマデ』などから本格的なアクションに特化した作品や、2015年のGREENFLASHにみられる群像劇など、作品の幅をより広げている。
松村が代表取締役社長を務めていたエバーグリーンプロジェクトを廃業し、2017年6月に、映像・脚本などを監修する総合映像会社である創陽株式会社を設立。

## 主な作品

### 映画
- 一生の?お願い（2005年）
- 第2写真部（2009年）
- 窓ノ外ノ世界（2009年）
- ゲーム☆アクション（2009年）
- 縁 -ENISHI-(2011年）
- 死ガ二人ヲワカツマデ…第一章　色ノナイ青（2012年）
- 死ガ二人ヲワカツマデ…第二章　南瓜花（2012年）[3]
- ハピネスインリトルプレイス（2013年）
- GREEN　FLASH（2015年）

### テレビドラマ
- Wild Strawberry（2008年）

### ショートドラマ
- GREEN FLASH
- デートに向かうまでの一考察
- 雨ヲ愛シタ傘ノ話
- ある青年の記憶
- 少女日和
- 優しいオオカミ
- MESSAGE
- TARGET

### ミュージック・ビデオ
- 12012「逢いたいから....」（2008年）
- アイドリング!!!「My Fate」（2015年）[4]

### プロデュース業
- 浪川大輔第1回監督作品『Wonderful World』

### 著書
- フォト&インタビュー誌『LUSH』

## 写真展
- 2004年 - 2005年にかけ全国にて「今最も熱い男達」をテーマに、写真展を開催。
- Hottest Artists and actors 6/FORET原宿(旧ラフォーレ原宿パート2) /2004年
- Hottest Artists and actors 6/ラフォーレ原宿/2004年
- Hottest Artists and actors 6/岐阜PARCO/2004年
- Hottest Artists and actors 6/名古屋PARCO/2004年
- Hottest Artists and actors 6/広島PARCO/2004年
- Hottest Artists and actors 6/大阪ハービスHALL /2004年